# Витончено-мистецький музей Корнелла
Витончено-мистецький музей Корнелла (Cornell Fine Arts Museum) розташовано на території містечка колледжу Роллінс у Вінтер-Парк у Великому Орландо. У музеї розміщено понад 5000 предметів від античності до сучасності, що містять рідкісні картини старих майстрів й всебічну колекцію відбитків, малюнків та фотографій. У музеї представлені тимчасові виставки та постійна колекція. 

## Історія
Колекція портретів відомих особистостей коледжу та природничих артефактів, була зібрана у коледжі Роллінса на зламі 20 сторіччя. У 1930-х роках до колекції було додано образотворче мистецтво, що містило 2 картини італійського відродження. 1936 році генерал Джон Карті дарує першу картину старих майстрів «Мертвий Христос із символами пристрасті» Лавінії Фонтани.
Першим музеєм у коледжному містечку була Галерея мистецтва Морзе, що відкрилася у 1941 році. Нею керували Джанетт Морзе Джініус (яка надала кошти на будівництво) та її чоловік, доктор Х'ю МакКін, який згодом став президентом коледжу Роллінса (1951–69).
1948 року Бабуся Мозес дарує коледжу олійну картину «На озері». У 1950-х роках Джордж Г. Салліван, мешканець Вінтер-Парку, зробив перші великі пожертви музею, що містили твори Вільяма Луїса Соннтага та Франческо де Мура.
Випускники коледжу Роллінса 1960-х років Джек й Джун Маєрс пожертвували, те що стало основою колекції Корнелла старих майстрів, що містили твори Джероламо Бассано, Якопо Тінторетто, Тома Лоуренса, Джованні Доменіко Тьєполо, Вільяма-Адольфа Бугро, Пітера Класа.
У 1976 році Джордж й Геррієта Корнелл пожертвували кошти на будівництво комплексу образотворчих мистецтв, що мав вмістити новий музей. Витончено-мистецький музей Корнелла відкрився у 1978 році.
2000 року Кеннет Кюррі заповів понад 30 картин й малюнків групи Блумсберрі.
У 2004–2005 роках будівля зазнала значного розширення й тепер містить 6 галерей та навчальна зала ілюстрацій.
2008 року Фонд візуальних мистецтв Енді Ворхола пожертвував 156 фотографій та поляроїдів у рамках програми фотографічної спадщини Енді Ворхола.
2013 року Барбара та Тед Алфонд подарували колекцію Альфонд сучасного мистецтва у коледжі Роллінса. Додатковий галерейний простір для музейної колекції сучасного мистецтва Альфонда було надано того ж 2013 року у готелі «Альфонд-Інн», що належить коледжу Роллінс.
У 2015 році колекція Альфонд містила понад 230 картин, фотографій, скульптур та змішаних творів відомих й сучасних художників з усього світу.

## Колекція

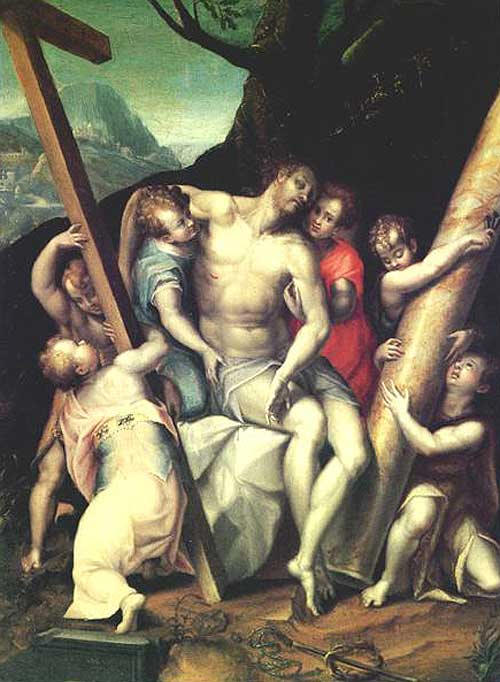
Мертвий Христос з ознаками страждання - Лавінья Фонтана - 1581

Колекція нараховує понад 5000 предметів, починаючи від античності до сучасності:
- понад 500 картин XIV-XXI сторіч;
- понад 1500 відбитків, малюнків та фотографій, що датуються XV – XXI сторіччями;
- понад 1100 етнографічних предметів та фрагментів предметів, багато з оригінального природознавчого музею ну коледжному містечку; деякі предмети були подаровані Смітсоніан після пожежі у музеї у 1920-х роках;
- понад 1200 годинних клавіш від 16 до кінця 19 сторіччя.

## Вибрані художники

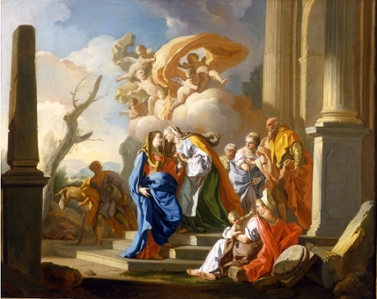
Відвідини - Франческо де Мура - близько 1750

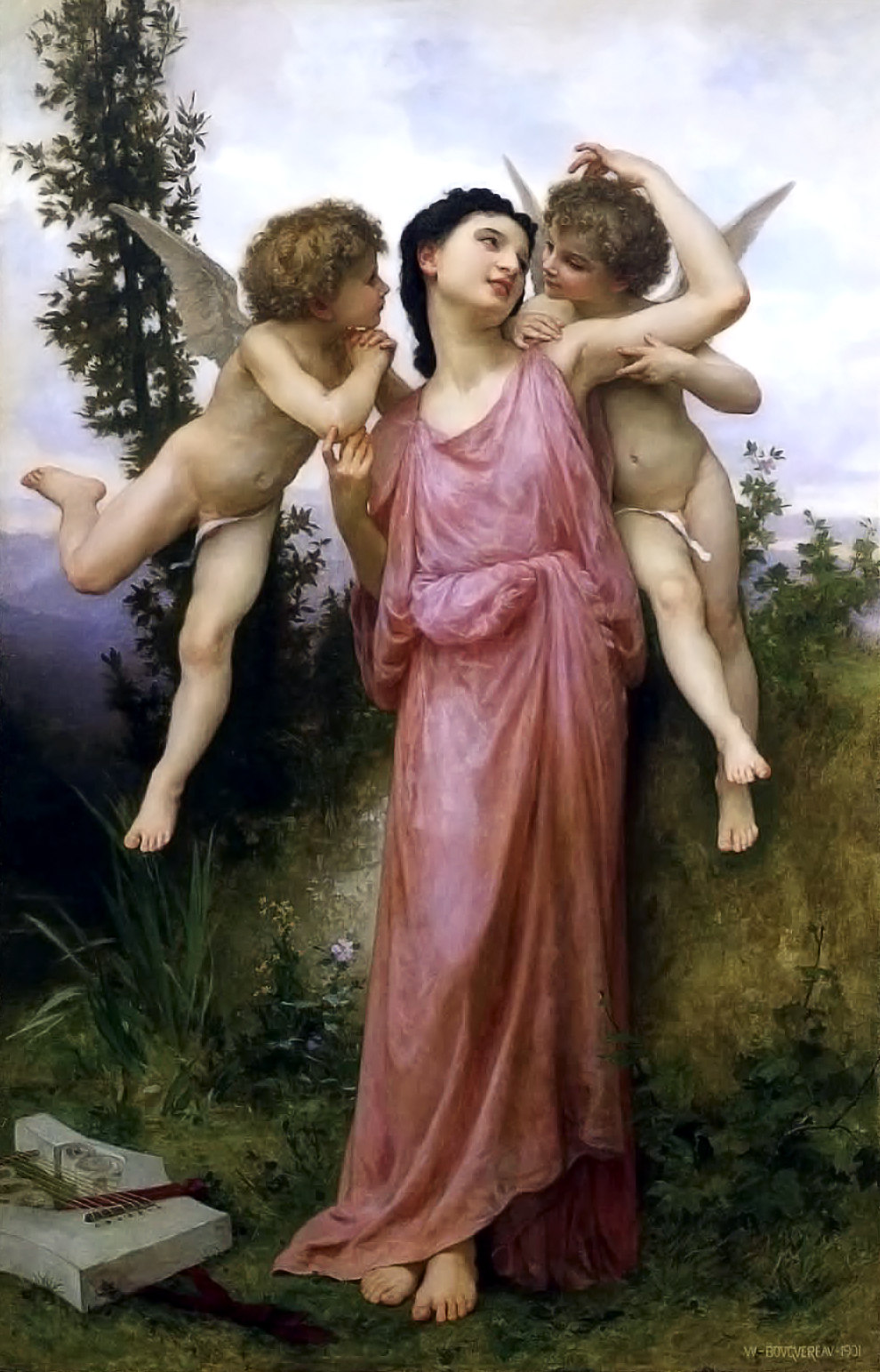
Тендітні слова - Вілльям Адольф Бугро (1825-1905) - 1901

- Лавінія Фонтана
- Косімо Розеллі
- Пабло Пікассо
- Роберт Прісман
- Франсиско Солімент
- Альфредо Яар
- Жан-Мішель Баскіа
- Енді Ворхол
- Герман Осмамар Герцог
- Йонас Лі
- Кара Вокер
- Вільям Сонтаг
- Чилд Хассам
- Трейсі Емін
- Ванесса Белл
- Девід Хокні
- Ромаре Берден
- Роберт Анрі
- Франческо де Мура
- Елізабет Кетлетт
- Сем Гілліам
- Френсіс Бекон
- Альберт Берштадт
- Вільям-Адольф Бугеро
- Чак Клоз
- Вік Муніз
- Джон Фредерік Кенсет
- Яків Лоуренс
- Вільям Кентридж
- Жак Ліпчиц
- Майя Лін
- Томас Гейнсборо
- Генрі Мур
- Роберт Мазервелл
- Клайс Ольденбург
- Уінслоу Гомер
- Вільям Мерріт Чейз